# Lasnigo
Lasnigo är en ort och kommun i provinsen Como i regionen Lombardiet i Italien. Kommunen hade 473 invånare (2018).